# Ridvan Balci
Ridvan Balci (Gelsenkirchen, 1993. szeptember 29. –) német születésű török labdarúgó, a Fortuna Düsseldorf II középpályása.

## A kezdetek
Gelsenkirchenben született, rendelkezik német állampolgársággal is. Pályafutását 2000-ben a DJK Westfalia 04 Gelsenkirchennél kezdte. 2002 és 2006 között a DJK Blau-Weiß Gelsenkirchen korosztályos csapatait erősítette. 2006 és 2010 közt a Rot-Weiß Essen játékosa volt. 2010-ben került a Schalke 04-hez.

## Klubcsapatban
2012-ben egy mérkőzésen pályára lépett a Schalke tartalékcsapatában. 2012 nyarán a Borussia Mönchengladbach II-höz került. 2013-ban lett a VfL Bochum játékosa.

## Válogatottban
Játszhatna a német válogatottban is, U17-es szinten Törökországot képviselte.